# Mazara del Vallo
Mazara del Vallo er en italiensk by (og kommune) i regionen Sicilien i Italien, med omkring 50.039(2023) indbyggere.  